# Cristian Buchrucker
Cristian Buchrucker (1945) est un historien argentin. Ses recherches portent principalement sur le nationalisme et sur les tendances fascistes en Amérique latine.

## Biographie
Cristian Buchrucker étudia à l’université nationale de Cuyo, puis à l'université libre de Berlin. Il siégea, à titre de chercheur, à la Commission pour l’éclaircissement des activités du nazisme en Argentine (CEANA).
Il est l’auteur notamment de Nacionalismo y peronismo. La Argentina en la crisis ideológica mundial (1927-1955), paru en 1987 aux éditions Sudamericana, de El fascismo en el siglo XX: una historia comparada, paru chez Emecé en 2008, et de El eterno retorno de los populismos. Un panorama mundial, latinoamericano y argentino, rédigé en collaboration avec Nidia Carrizo de Muñoz et Norma Isabel Sánchez, et publié aux éditions Prometeo Libros en 2015. Il contribua également à la trilogie El miedo y la esperanza (littér. la Peur et l’Espérance), composée des trois tomes Los nacionalismos en la Europa Centro-Oriental contemporánea, De la autodeterminación nacional al Imperio genocida: 1914-1945 et Nacionalismos a la europea.
Par ailleurs, Cristian Buchrucker a été notamment : aux côtés de Mario Rapoport, Beatriz Figallo et Noemí Brenta, directeur de l’ouvrage Los proyectos de Nación en la Argentina. Modelos económicos, relaciones internacionales e identidad (EDICON, 2014) ; compilateur, conjointement à Ignacio Klich, de Argentina y la Europa del nazismo. Sus secuelas (coll. Siglo XXI, Editora Iberoamericana, 2009) ; et directeur, avec Julio Aróstegui et Jorge Saborido, de El mundo contemporáneo: Historia y problemas (chez Biblios-Crítica, 2001), entre autres participations éditoriales.

## Œuvres
- Andrés Abraham, « Reseña de: Buchrucker, Cristian, Carrizo de Muñoz, Nidia, Sánchez, Norma Isabel, El eterno retorno de los populismos. Un panorama mundial, latinoamericano y argentino. Prometeo libros, Buenos Aires, 2015, 196 páginas », Avances del Cesor, vol. 13, no 15,‎ 2016, p. 209–212 (ISSN 1514-3899, lire en ligne)
- Raúl Bernal Meza, « El fascismo en el siglo XX : una historia comparada, por Cristian Buchrucker. Buenos Aires: Emecé, 2008 », Estudios Internacionales, vol. 43, no 164,‎ 2009, p. 135–140 (ISSN 0719-3769, DOI 10.5354/0719-3769.2009.12581, lire en ligne)
- Humberto Cucchetti, « Cristián Buchrucker, El fascismo en el siglo XX. Una historia comparada, Buenos Aires, Emecé, 2008, 270 p. », Nuevo Mundo Mundos Nuevos,‎ 2009 (ISSN 1626-0252, lire en ligne)
- Nadia De Cristóforis, « Argentina y la Europa del nazismo. Sus secuelas, de Ignacio Klich y Cristian Buchrucker (comps.), Buenos Aires, S XXI Iberoamericana, 2009 », Estudios Sociales, vol. 38, no 1,‎ 2010, p. 175-180 (ISSN 2250-6950, lire en ligne)
- (es) Juan Francisco Fuentes, « Historias del siglo XX », Revista de Libros,‎ décembre 2002 (lire en ligne)
- María Victoria Grillo, « Argentina y la Europa del Nazismo: Sus secuelas », Estudios, Centro de Estudios Avanzados. Université nationale de Córdoba, no 23,‎ 2010, p. 258–261 (ISSN 1852-1568, lire en ligne)
- Ricardo Lazzari, « Mario Rapoport, Beatriz Figallo, Cristian Buchrucker y Noemí Brenta (eds.), Los proyectos de Nación en la Argentina. Modelos económicos, relaciones internacionales e identidad », Ciclos en la historia, la economía y la sociedad, vol. 22, no 43,‎ 2014 (ISSN 1851-3735, lire en ligne)
- Mario G. Martín Pouget, « El miedo y la esperanza III: nacionalismos a la europea », Los Andes,‎ 10 décembre 2005 (lire en ligne)
- Alberto Spektorowski, « Nacionalismo y peronismo. La Argentina en la crisis ideológica mundial (1927-1955) », Estudios Interdisciplinarios de América Latina y el Caribe, vol. 1, no 2,‎ 2015 (ISSN 0792-7061, lire en ligne)
- Kurt Daniel Stahl, « Ignacio Klich y Cristian Buchrucker (compiladores). Argentina y la Europa del nazismo. Sus secuelas », Relaciones Internacionales, vol. 19, no 39,‎ 2010 (ISSN 2314-2766, lire en ligne)